# Jerry Lordan
Jerry Lordan geboren als Jeremiah Patrick Lordan, (Paddington, 30 april 1934 - Shropshire, 24 juli 1995) was een Britse zanger, muzikant en componist.

## Jeugd en opleiding
Lordan groeide op in de Londense wijk Paddington. Na het behalen van het diploma aan de Finchley Catholic High School moest hij zijn dienstplicht vervullen bij de R.A.F.. Tijdens zijn legerdienst stelde hij zijn talent als standup-comediant onder bewijs, waarmee hij in zijn levensonderhoud kon voorzien, maar hij probeerde het ook als zanger en songwriter.

## Carrière
In 1958 werd de door hem geschreven song A House, a Car and a Wedding Ring door Mike Preston geproduceerd en gepubliceerd bij het label Decca Records. Ook toen de oorspronkelijke Preston-versie niet erg succesvol was, bereikte de latere coverversie van de Amerikaan Dale Hawkins de begeerde verkoopcijfers. Met I've Waited so Long lukte Lordan in mei 1959 de sprong in de Britse hitlijst. Ook met drie door hemzelf gezongen nummers kon hij zich plaatsen in de hitparade.
Door de samenwerking met de instrumentale band The Shadows kwamen de successen. Met het nummer Apache veroverde Lordan voor de eerste keer de Britse hitlijsten (augustus 1960). Het samen met Cliff Richard en de band uitgewerkte arrangement werd in de daarop volgende jaren door minstens 36 verschillende fameuze artiesten gecoverd, waaronder The Ventures, The Spotnicks, Ricky King en Jørgen Ingmann. Tegenwoordig zijn in totaal 76 verschillende coverversies bekend. De Shadows-versie werd als topseller van 1960 bij het magazine New Musical Express gehanteerd. Lordan stopte derhalve met het zingen om meer tijd te hebben bij het componeren.
Met het nummer Wonderful Land had hij opnieuw een nummer 1-hit met de Shadows in Groot-Brittannië. Het nummer telt tegenwoordig nog tot de succesvolste Britse singles. Korte tijd later ontstonden Atlantis en Mary Anne. Met Diamonds bereikte hij met de inmiddels teruggetreden Shadows-muzikanten Jet Harris en Tony Meehan opnieuw een nummer 1-hit. Scarlet O'Hara bereikte een 2e plaats in de Britse hitlijst.
Succesvol was ook de samenwerking met Cliff Richard, Shane Fenton en Louise Cordet. Met het einde van het surfrock-tijdperk begon ook de economische teruggang voor Lordan. De samen met zijn vrouw Patrina geschreven song A Place in the Sun lukte de sprong in de top 100 niet. Ook de samenwerking met de band The Onyx in 1974 bracht geen doorslaggevend succes. Een kort gastspel in de theaterwereld had Lordan in 1977 in de Britse sexklamotte Come Play With Me, waarin hij op verzoek van de regisseur George Harrison Marks optrad. In de jaren 1980 werkte Lordan aan een comeback, maar deze songs werden niet gepubliceerd.

## Privéleven en overlijden
Lordan was twee keer getrouwd. Hij overleed op 24 juli 1995 op 61-jarige leeftijd aan de gevolgen van een acuut nierfalen.
- Bibsys: 7035186
- Biblioteca Nacional de España: XX1568703
- Gemeinsame Normdatei: 1104196891
- International Standard Name Identifier: 0000 0000 6541 2445
- Library of Congress Control Number: n2009034315
- MusicBrainz: c6162750-d1b9-4eae-abd2-3aadcfc016b8
- Nationale bibliotheek van Australië: 35054695
- Nationale Bibliotheek van Israël: 987007578696705171
- Trove: 813345
- Virtual International Authority File: 17145971342132330593